# Організація американських держав
Організа́ція америка́нських держа́в (ОАД) (англ. Organization of American States, фр. Organisation des États Américains, ісп. Organización de los Estados Americanos, порт. Organização dos Estados Americanos) — міжнародна організація на американському континенті. ОАД була заснована в 1948 році для виконання переважно комерційних функцій. Метою діяльності ОАД було проголошено, зокрема, мир і процвітання країн західної півкулі. Власне під теперішньою назвою Організація Американських Держав була створена на основі Панамериканського союзу навесні 1948 року.
До складу ОАД входять 35 держав. У 1971 році при організації був установлений інститут постійних спостерігачів. Станом на 2022 рік правом спостерігачів наділені країни Євросоюзу, а також ще 51 держава, зокрема Україна, Казахстан, Азербайджан, Грузія і Вірменія.
Найвищим органом є Генеральна Асамблея, що складається з представників держав-членів. Генеральна Асамблея ОАД скликається щорічно. Сесії відбуваються почергово у столицях держав-учасниць. Виконавчий орган — Постійна рада (в окремих джерелах — Генеральний секретаріат), розташована у Вашингтоні (США).

## Історія виникнення
Ідея співпраці у західній півкулі сягає ще XIX сторіччя, часів Визволителя Америки — Симона Болівара. 1826 року Симон Болівар скликав Конгрес Панами з ідеєю створення асоціації держав півкулі, на якій зокрема пропонувалося створення Ліги Американських Республік, які б мали спільні збройні сили й були б об'єднані спільним договором захисту, і наднаціональними парламентськими зборами. На цьому Конгресі були присутні представники Великої Колумбії (яка на той час мала у своєму складі сучасні Колумбію, Еквадор, Панаму та Венесуелу), Перу, Сполучених Провінцій Центральної Америки і Мексики. «Договір Союзу, Ліги і Вічної Конфедерації», який тоді пропонувався, зрештою був тільки ратифікований Великою Колумбією. Ідея конфедерації зазнала нищівної поразки з початком громадянської війни в самій Великій Колумбії, розпадом інших державних об'єднань Центральної Америки та з переорієнтацією суспільного життя нових незалежних країн на внутрішні проблеми. ОАД створено 30 квітня 1948 р. на IX Міжамериканській конференції у Боготі (Колумбія), де було підписано статут організації. ОАД створено на основі Панамериканського союзу, який існував з 1890 р. ... членом організації була Куба.
1890 року Перша Міжнародна Конференція Американських Держав, що відбулася в Вашингтоні (США), заснувала Міжнародний Союз Американських Республік, його секретаріат та Торговельне Бюро Американських Республік — передвісника ОАД. 1910 року ця організація перейменувалася на Панамериканський союз.
1948 року в місті Богота (Колумбія) на дев'ятій Міжнародній Конференції Американських Держав 21 учасник конгресу підписав Договір Організації Американських Держав і прийняв першу у світі декларацію принципів прав людини — Американську Декларацію Прав і Обов'язків Людини. Генеральний секретар Пан-Американського Союзу Альберто Льєрас Камарґо став першим Генеральним Секретарем ОАД.
В 2019 Венесуела приймає «безповоротне рішення залишити Організацію американських держав 27 квітня 2019 року відповідно до скарги, зробленої два роки тому, і в рамках відповідних процедур, вважаючи, що Болівійська Республіка Венесуела не може залишитися в організації, що стоїть на колінах перед імперськими та наддержавними інтересами адміністрації США».

### Ключові Дати ОАД

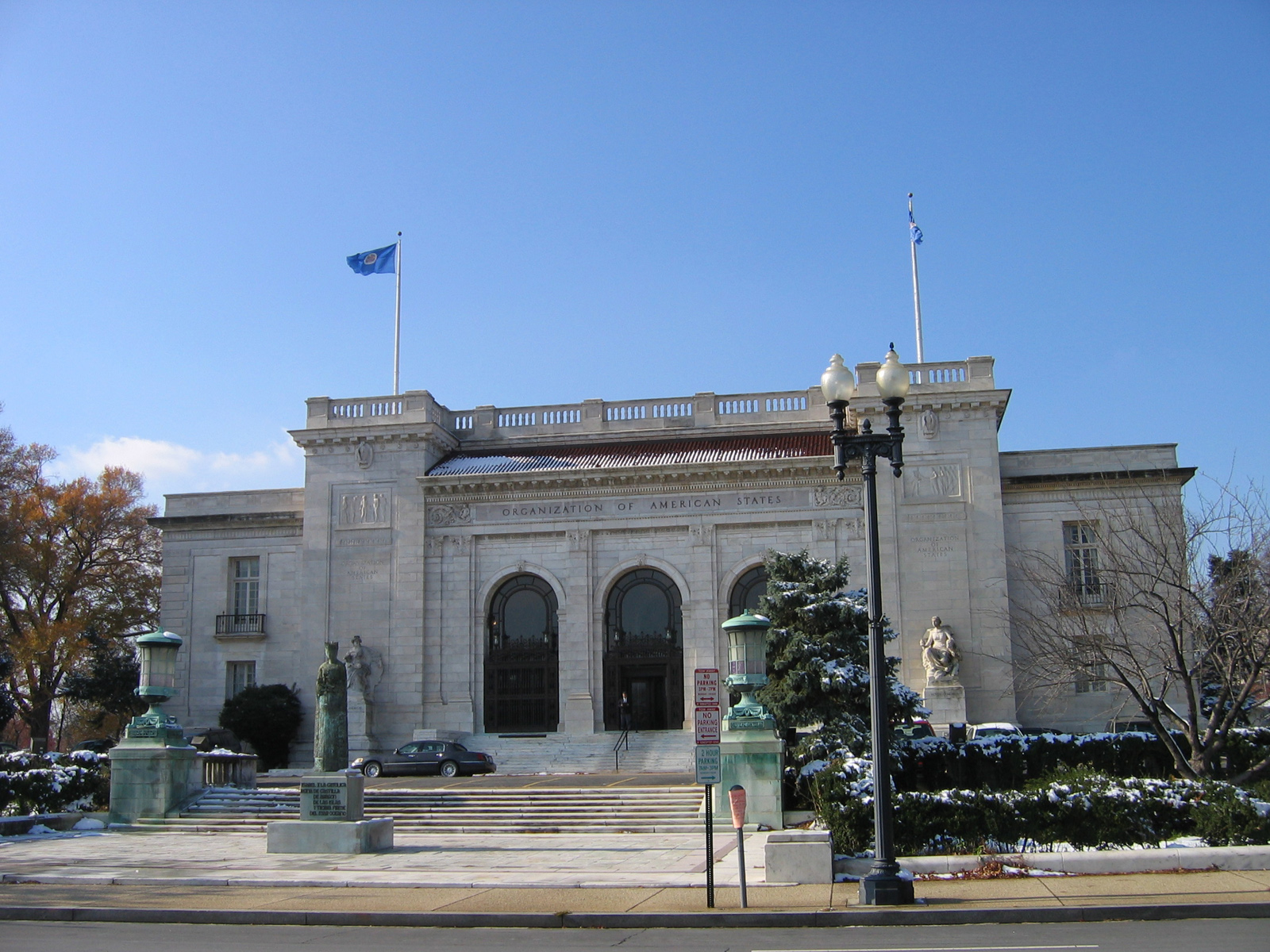
Штаб-квартира ОАД в Вашингтоні

- 1959 — створено Міжамериканську Комісію з Прав Людини.
- 1961 — підписано договір «Альянс заради Прогресу».
- 1969 — підписано Американську конвенцію з прав людини.
- 1978 — засновано Міжамериканський суд з прав людини, розташований в Коста-Риці.
- 1970 — засновано Генеральну Асамблею — найвищий керівний орган ОАД.
- 1986 — створено Міжамериканську Комісію по контролю за зловживанням наркотиками.

- 1991 — встановлено процедури щодо реагування на загрози демократії в півкулі.
- 1994 — перший Саміт Америки.
- 1996 — засновано Міжамериканську Раду Всебічного Розвитку.
- 1997 — ратифіковано Вашингтонський Протокол, який надає ОАД право тимчасово призупиняти членство держави, де уряд був захоплений силою.
- 1998 — другий Саміт Америки.
- 2001 — третій Саміт Америки. 11 вересня в Лімі (Перу) була прийнята Міжамериканська Демократична Хартія.
- 2002 — прийнята Міжамериканська Угода по боротьбі проти тероризму.
- 2004 — Саміт Америки.
- 2005 — Хосе Міґель Інсульса обрано новим Генеральним Секретарем ОАД.
- 2009 — Організація американських держав ухвалила рішення про відновлення членства Куби, виключеної під тиском США в 1962 році.
- 2022 — прийнята Резолюція про «Зупинення статусу Російської Федерації як постійного спостерігача при Організації американських держав».

## Постійні члени
|  | Країна                   | Рік вступу |
|  | ------------------------ | ---------- |
|  | Антигуа і Барбуда        | 1981       |
|  | Аргентина                | 1948       |
|  | Багамські острови        | 1982       |
|  | Барбадос                 | 1967       |
|  | Беліз                    | 1991       |
|  | Болівія                  | 1948       |
|  | Бразилія                 | 1948       |
|  | Венесуела                | 1948       |
|  | Гаїті                    | 1948       |
|  | Гондурас                 | 1948       |
|  | Гаяна                    | 1991       |
|  | Гватемала                | 1948       |
|  | Гренада                  | 1975       |
|  | Домініка                 | 1979       |
|  | Домініканська Республіка | 1948       |
|  | Еквадор                  | 1948       |
|  | Ель Сальвадор            | 1948       |
|  | Канада                   | 1990       |
|  | Колумбія                 | 1948       |
|  | Коста-Рика               | 1948       |
|  | Куба*                    | 1948       |
|  | Мексика                  | 1948       |
|  | Нікарагуа                | 1948       |
|  | Панама                   | 1948       |
|  | Парагвай                 | 1948       |
|  | Перу                     | 1948       |
|  | Сент-Вінсент і Гренадини | 1981       |
|  | Сент-Кітс і Невіс        | 1984       |
|  | Сент-Люсія               | 1979       |
|  | Сполучені Штати Америки  | 1948       |
|  | Суринам                  | 1977       |
|  | Тринідад і Тобаго        | 1967       |
|  | Уругвай                  | 1948       |
|  | Чилі                     | 1948       |
|  | Ямайка                   | 1969       |

- членство Куби умовно призупинене в 1962, відновлено в 2009.

## Спостерігачі
Алжир, Ангола, Австрія, Азербайджан, Бельгія, Болгарія, Боснія і Герцеговина, Ватикан, Велика Британія, Вірменія, Греція, Грузія, Гана, Данія, Екваторіальна Гвінея, Естонія, Європейський Союз, Єгипет, Ємен, Ізраїль, Індія, Ірландія, Іспанія, Італія, Казахстан, Катар, Кіпр, Китай, Корея, Латвія, Ліван, Люксембург, Марокко, Нігерія, Нідерланди, Норвегія, Німеччина, Пакистан, Польща, Португалія, Румунія, Саудівська Аравія, Сербія, Словаччина, Словенія, Таїланд, Туніс, Туреччина, Угорщина, Україна, Філіппіни, Фінляндія, Франція, Хорватія, Чехія, Швейцарія, Швеція, Шрі-Ланка, Японія.